# Gunhild

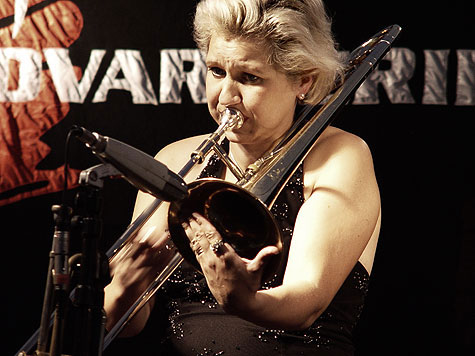
Gunhild Carling

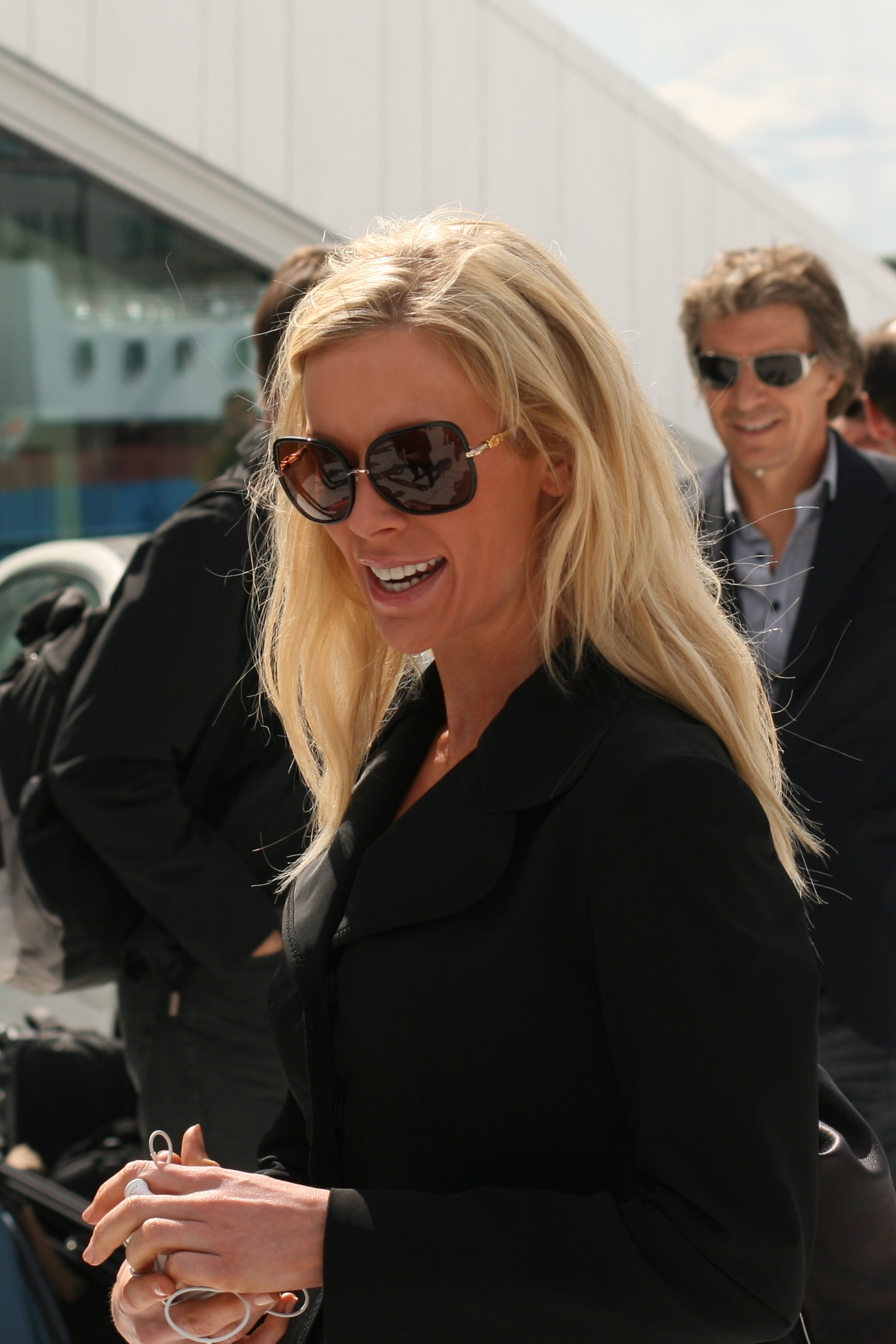
Gunhild Stordalen

Gunhild är ett fornnordiskt kvinnonamn sammansatt av orden gunnr och hild som båda betyder strid. Namnet har förekommit i Sverige åtminstone sedan 1000-talet.
Namnet förekommer på runstenar, till exempel på U 652 i Kumla, Övergrans socken, Uppland: "Gunhild lät göra dessa märken åt Tjälve, sin son, och efter sig själv. Arbjörn högg denna sten".
Namnet var förhållandevis populärt på 1940- och 1950-talet, men har sedan minskat betydligt i användning. Medelåldern för tilltalsnamnet Gunhild är 79 år (år 2019).
En latinsk variant av namnet är Gunilla.
Den 31 december 2014 fanns det totalt 11 537 kvinnor folkbokförda i Sverige med namnet Gunhild, varav 4 037 bar det som tilltalsnamn. Motsvarande siffror för Gunhilda var 17 respektive 1.
Namnsdag i Sverige: 30 januari. I den finlandssvenska namnsdagslängden har Gunhild namnsdag 1 november sedan 1950.

## Personer med namnet Gunhild
- Gunhild, svensk drottninggemål till kung Erik Segersäll och senare Sven Tveskägg
- Gunhild, svensk drottninggemål till kung Anund Jakob, av den norska ladejarlarnas ätt[7]
- Gunhild, norsk drottninggemål till kung Erik Blodyx
- Gunhild av Danmark, tysk drottninggemål till kung Henrik III
- Gunhild Anundsdotter, dansk drottning, född svensk prinsessa
- Gunhild Bolander, svensk politiker (c)
- Gunhild Carling, svensk musiker
- Gunhild Haraldsdatter, dansk prinsessa
- Gunhild Hoffmeister, östtysk friidrottare
- Gunhild Kyle, svensk historiker
- Gunhild Larking, svensk friidrottare
- Gunhild Palmqvist, svensk politiker (fp)
- Gunhild Robertson, svensk skådespelare
- Gunhild Rosén, svensk ballerina och balettmästare för Kungliga Baletten
- Gunhild Schytte-Jacobsen, norsk skådespelare
- Gunhild Sehlin, svensk barnboksförfattare
- Gunhild Stordalen, norsk läkare, filantrop och miljöaktivist
- Gunhild Tegen, svensk författare
- Gunhild Wallin, svensk politiker (c)